# Stadion przy ul. Abrabanela w Petach Tikwie
Stadion przy ul. Abrabanela – nieistniejący już stadion piłkarski w Petach Tikwie, w Izraelu. Istniał w latach 1940–1967. Swoje spotkania rozgrywali na nim piłkarze klubu Hapoel Petach Tikwa.
Pierwsze boisko klubu Hapoel Petach Tikwa mieściło się w miejscu obecnej szkoły muzycznej przy ul. Schapiry. W 1940 roku zespół przeniósł się na swój nowy obiekt przy ul. Abrabanela. Stadion ten wykorzystywany był przez Hapoel do czasu otwarcia w 1967 roku Stadionu Miejskiego. Podczas gry na obiekcie przy ul. Abrabanela Hapoel święcił swe największe triumfy. W 1955 roku drużyna zdobyła swój pierwszy tytuł mistrza Izraela, jako pierwszy klub spoza Tel Awiwu. W 1957 roku klub zdobył swój pierwszy Puchar Izraela. W latach 1959–1963 zespół wywalczył pięć kolejnych tytułów mistrza kraju z rzędu, co jak dotąd (2021) jest w Izraelu niepobitym rekordem. Po zaprzestaniu korzystania z obiektu, został on zlikwidowany, dziś w jego miejscu znajduje się park i budynki mieszkalne. W 2018 roku w miejscu, gdzie dawniej mieściło się wejście na stadion, ustawiono pamiątkową tabliczkę, przypominającą o dawnym obiekcie piłkarskim.